# Dar l'Invincible 3 : L'Œil de Braxus
 (janvier 2019).
Si vous disposez d'ouvrages ou d'articles de référence ou si vous connaissez des sites web de qualité traitant du thème abordé ici, merci de compléter l'article en donnant les références utiles à sa vérifiabilité et en les liant à la section « Notes et références ».
Série
Dar l’invincible 2 : La Porte du temps
(1991)
Pour plus de détails, voir Fiche technique et Distribution.
Dar l'Invincible 3 : L'Œil de Braxus (Beastmaster III: The Eye of Braxus) est la suite du film Dar l'Invincible, avec Marc Singer. Le film, réalisé par Gabrielle Beaumont, est sorti en 1996.

## Synopsis
Dar, le maître des bêtes (Marc Singer) fait équipe avec Seth (Tony Todd) pour sauver son frère, King Tal (Casper Van Dien). Ils apprennent que le garçon a été capturé par le diabolique Lord Agon (David Warner), qui sacrifie de jeunes prisonniers afin de conserver sa jeunesse par magie et cherche à obtenir l'immortalité en libérant le dieu noir Braxus de sa prison. Le long de leur aventure, les héros sont aidés par la belle sorcière appelée Morgana (Lesley-Anne Down), son compagnon acrobatique Bey (Keith Coulouris) et une guerrière nommée Shada (Sandra Hess).

## Distribution
- Marc Singer (VF : Patrick Floersheim) : Dar
- Sandra Hess : Shada
- Lesley-Anne Down : Morgana
- Kimberly Stanphill : Kala
- Casper Van Dien : le roi Tal
- Keith Coulouris : Bey
- David Warner : Lord Agon
- Patrick Kilpatrick : Jaggart
- Tony Todd (VF : Bruno Dubernat) : Seth
- Michael Deak : Braxus (crédité sous le nom Michael S. Deak)
- JD Hall : la voix de Braxus